# Nossa Senhora das Neves
Nossa Senhora das Neves é uma das invocações pelas quais a Igreja Católica venera a Santíssima Virgem Maria segundo o culto de hiperdulia.
Nossa Senhora das Neves é também conhecida como Santa Maria Maior e Salus Populi Romani. O título de Nossa Senhora das Neves é devido a uma antiga tradição segundo a qual um casal romano, que pedia à Virgem Maria a inspiração para saber como empregar bem a sua fortuna, recebeu em sonhos a mensagem de que Santíssima Virgem desejava que lhe fosse dedicado um templo precisamente no lugar do monte Esquilino que aparecesse coberto de neve. Esse fenómeno milagroso aconteceu na noite de 4 para 5 de agosto, em pleno Verão romano: no dia seguinte, o terreno onde hoje se ergue a famosa Basílica de Santa Maria Maior amanheceu inteiramente nevado.
Em 12 de novembro de 1493, logo após a sua descoberta por Cristóvão Colombo, a ilha de Nevis, situada na região das Caraíbas, recebeu devotamente o nome de Nossa Senhora das Neves. 
No Brasil, Nossa Senhora das Neves é a padroeira de alguns lugares, sendo o patrocínio mais importante o do estado da Paraíba, da Arquidiocese da Paraíba e da cidade de João Pessoa, onde se observa feriado estadual (Lei Estadual 3.489/1967).
Nossa Senhora das Neves também é padroeira do Município de Ribeirão das Neves, região metropolitana de Belo Horizonte em Minas Gerais. Onde segundo a tradição católica acontece a chamada festa de "Agosto" em homenagem a santa. São cinco dias de festa, onde no primeiro ou no último dia são soltos inúmeros fogos de artifício em honra a santa padroeira. A festa também conta com barraquinhas de comidas típicas, artesanato, brincadeiras e shows de artistas locais.

## Para ver também
- Basílica de Nossa Senhora das Neves
- Ilha de Nossa Senhora das Neves